# Nazlı Karabıyıkoğlu
Nazlı Karabıyıkoğlu anhörenⓘ(geboren 1986 in Ankara) ist eine türkische Schriftstellerin, Journalistin und Menschenrechtsaktivistin. Nach Repressionen infolge ihres öffentlichen Eintretens für Frauen- und LGBTIQ-Rechte in der Türkei lebt sie seit 2017 im Exil.

## Leben und Werk
Nazlı Karabıyıkoğlu studierte an der Universität Bogaziçi Türkische Sprache und Literatur. Das Studium schloss sie mit einer Masterarbeit zum Thema Maskulinität ab. Seit 2009 war sie neben ihrer schriftstellerischen Tätigkeit auch als Journalistin aktiv. Sie versteht sich als Feministin und engagierte sich in der Türkei ab Ende 2017 für die #MeToo- und die LGBTIQ-Bewegung. Ein Artikel über sexuelle Belästigung und Mobbing in der türkischen Verlags- und Literaturszene führte zu öffentlichen Angriffen, in deren Verlauf sich ihr Verlag von ihr distanzierte. Aufgrund fortdauernder Repressionen – unter anderem fand sie ihren Namen in einer staatlichen Propagandazeitung auf einer Liste von Personen, die in der Türkei als terroristisch eingestuft wurden – floh sie 2017 nach Georgien.
Im Februar 2021 kam Nazlı Karabiyikoğlu als Stipendiatin des Writers in Exile-Programms des deutschen PEN-Zentrums nach Deutschland. Sie lebt seitdem in Nürnberg, wo sie im Rahmen eines zweijährigen Stipendiums im Human-Rights-Programm an der Friedrich-Alexander-Universität Erlangen-Nürnberg studierte. Das Studium schloss sie 2024 mit einer Arbeit unter dem Titel Turkey’s Women authors’ stories on human rights politics mit dem Master of Arts ab. 
Im Jahr 2021 wurde sie für die Kurzdokumentation Lebensformen: Sophie Scholl – das wird Wellen schlagen interviewt. Die Übersetzung ihres unveröffentlichten Romans Elfiye durch Eva Lacour wurde von Mai bis September 2022 vom Deutschen Übersetzerfonds im Rahmen des Programms Neustart Kultur gefördert.

## Preise und Auszeichnungen
- 2019: Gewinnerin Publikationswettbewerb der UnCollected Press/Raw Art Review in der Kategorie Full Length Book of Short Stories mit Gök Derinin Altında (englisch: Subdermal Sky, deutsch: Unter der Haut des Himmels)[6]
- 2020: Autorenresidenz in Prag im Rahmen der UNESCO-Literaturstadt, das Stipendium konnte erst 2023 angetreten werden[7][8]

## Publikationen

### Monografien
- Olivya Çıkmazı. Alakarga, Istanbul 2014, ISBN 978-6-0551-8248-9.
- İskele. Alakarga, Istanbul 2015, ISBN 978-6-0551-8268-7.
- Hayvanların tarafı. Everest Yayınları, Istanbul 2016, ISBN 978-6051-41962-6.
- Gök Derinin Altında. İthaki Yayınları, Istanbul 2017, ISBN 978-6-0537-5718-4.
- Kadın kürkünde rüya. İthaki Yayınları, Istanbul 2018, ISBN 978-6-0537-5878-5.

### Beiträge
- Colours of Sage. In: Erika Walsh, Emma Sheinbaum (Hrsg.): A Velvet Giant. Nr. 4, Sommer 2019, ISSN 2690-8328 (Online, englisch).
- Olmuşla ölmüşe çare yok. In: Asymptote. (Online).
  - There’s no cure for the dead. Aus dem Türkischen von Ralph Hubbell. In: Asymptote. (Online, englisch).
  - für die toten gibt es keine heilung. In: Najem Wali (Hrsg.): 25 Jahre Writers in Exile. Gefährdete Stimmen einer Welt in Gefahr. Secession, Berlin 2025, ISBN 978-3-96639-092-7, S. 167–171.
- Elfiye. Romanauszug. Aus dem Türkischen von Ralph Hubbell. In: Words Without Borders. The Queer Issue XI. 16. Juni 2020 (Online, englisch).
- Tribades. Romanauszug. Aus dem Türkischen von Ralph Hubbell. In: Words Without Borders. New Fiction for the PEN Centenary. 22. September 2021 (Online, englisch).
- Vater und die Tekke. Übersetzt von Eva Lacour. In: PEN Deutschland (Hrsg.): In der nie endenden bernsteinfarbenen Nacht: Stimmen aus dem Exil. Sven Murmann Verlag, Hamburg 2021, DOI:10.5771/9783748941361-148, ISBN 978-3-9619-6201-3, S. 148–155.
- Der schwarze Punkt. In: Talie Bühl, Nicole Collignon, Emil Alicia Huppenkothen, Leon Locher, Grace Oberholzer, Valerie Prinz, Leonie Pürmayr, Sara Schmiedl und Michael Wittmann (Hrsg.): Jenny. Ausgabe 10: In/Transparenz. De Gruyter, Berlin 2022, DOI:10.1515/9783111027197-020, ISBN 978-3-1110-2707-4, S. 117 ff.